# Alzoniella finalina
Alzoniella finalina is een slakkensoort uit de familie van de Hydrobiidae. De wetenschappelijke naam van de soort is voor het eerst geldig gepubliceerd in 1984 door Giusti & Bodon.